# Kontor Records
Kontor Records è un'etichetta discografica situata ad Amburgo. Ha ottenuto un grande successo in Germania e può vantare celebri artisti tra cui ATB, Tiësto e Fedde Le Grand.

## Artisti
- ATB
- David Carson
- Die Atzen (Frauenarzt & Manny Marc)
- D.O.N.S. Feat. Technotronic
- DJ Dean
- Dj Antoine
- Fedde Le Grand
- R.I.O.
- Scooter
- Spiller
- Tiësto